# Ouvrage de Saint-Gobain
Pour les articles homonymes, voir Saint-Gobain (homonymie).
L'ouvrage de Saint-Gobain est un ouvrage fortifié de la ligne Maginot dans les Alpes, sur la commune de Villarodin-Bourget, au nord-est de Modane, dans le département de la Savoie.
Il a été construit à partir de 1933, destiné à protéger la route nationale 6 et la voie ferrée de Modane. Des visites sont assurées, notamment tous les jours en été, par une association de Modane, l'« Association du Musée de la Traversée des Alpes ».

## Position sur la ligne
Le Saint-Gobain était un des gros ouvrages du secteur fortifié de la Savoie, dans le sous-secteur de Moyenne-Maurienne, quartier de l'Arc. Placé en amont de Modane sur la rive droite de l'Arc, l'ouvrage croise ses feux avec l'ouvrage de Saint-Antoine (ce dernier armé avec deux canons de 75 mm et quatre mortiers de 81 mm) qui se trouve en vis-à-vis sur la rive gauche, formant un barrage interdisant la vallée de la Maurienne.
Le barrage Saint-Gobain – Saint-Antoine était soutenu par l'artillerie (deux canons de 75 mm modèle 1933) de l'ouvrage du Sapey qui se trouve à l'ouest, plus en aval. L'ensemble est couvert par le sous-secteur de Haute-Maurienne (avant-poste des Revêts, blockhaus des Arcellins, fort de la Tunna et poste du Mont-Froid) qui bloque le col du Mont-Cenis.

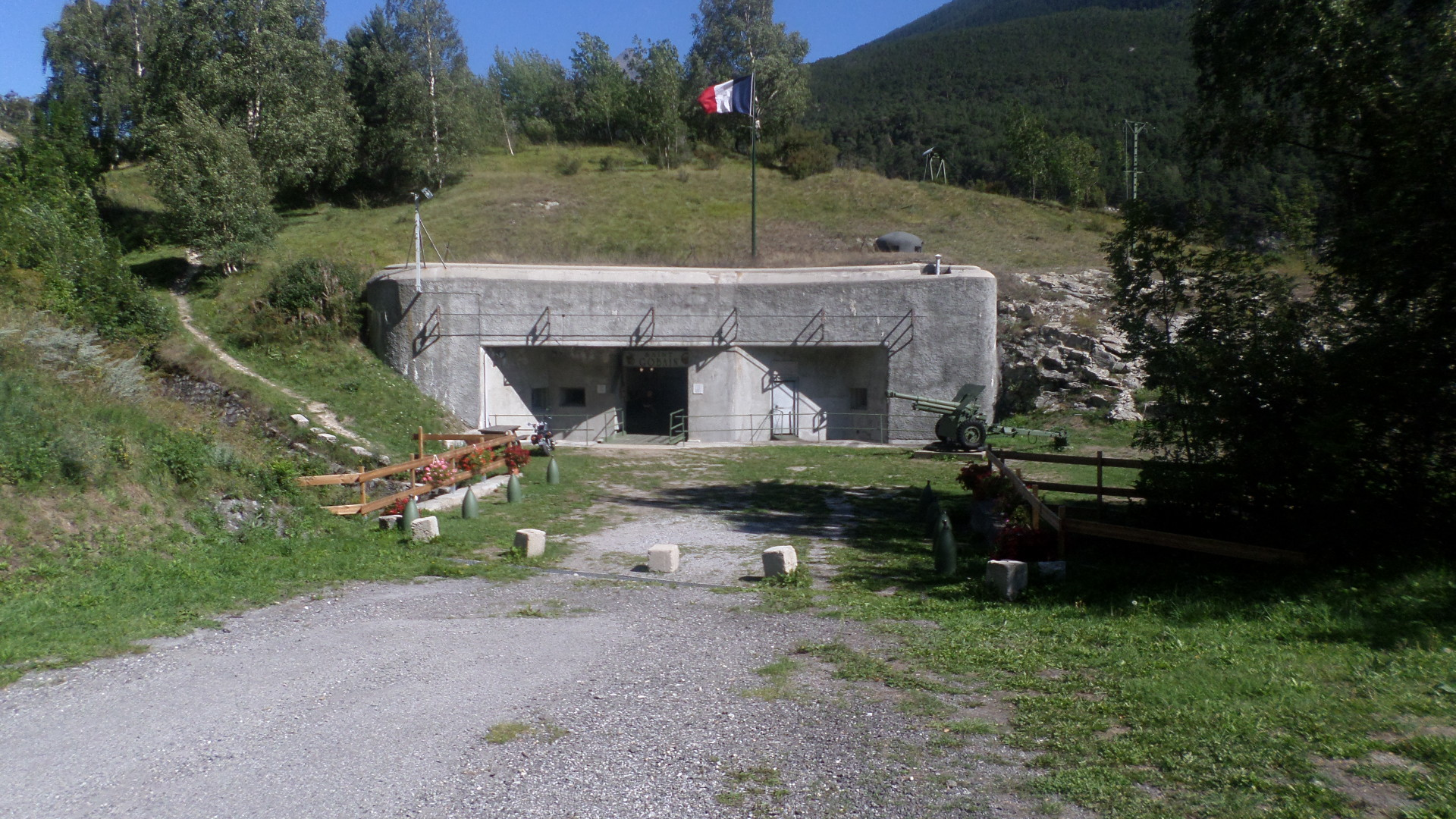
Entrée de l'ouvrage de Saint-Gobain.

## Description

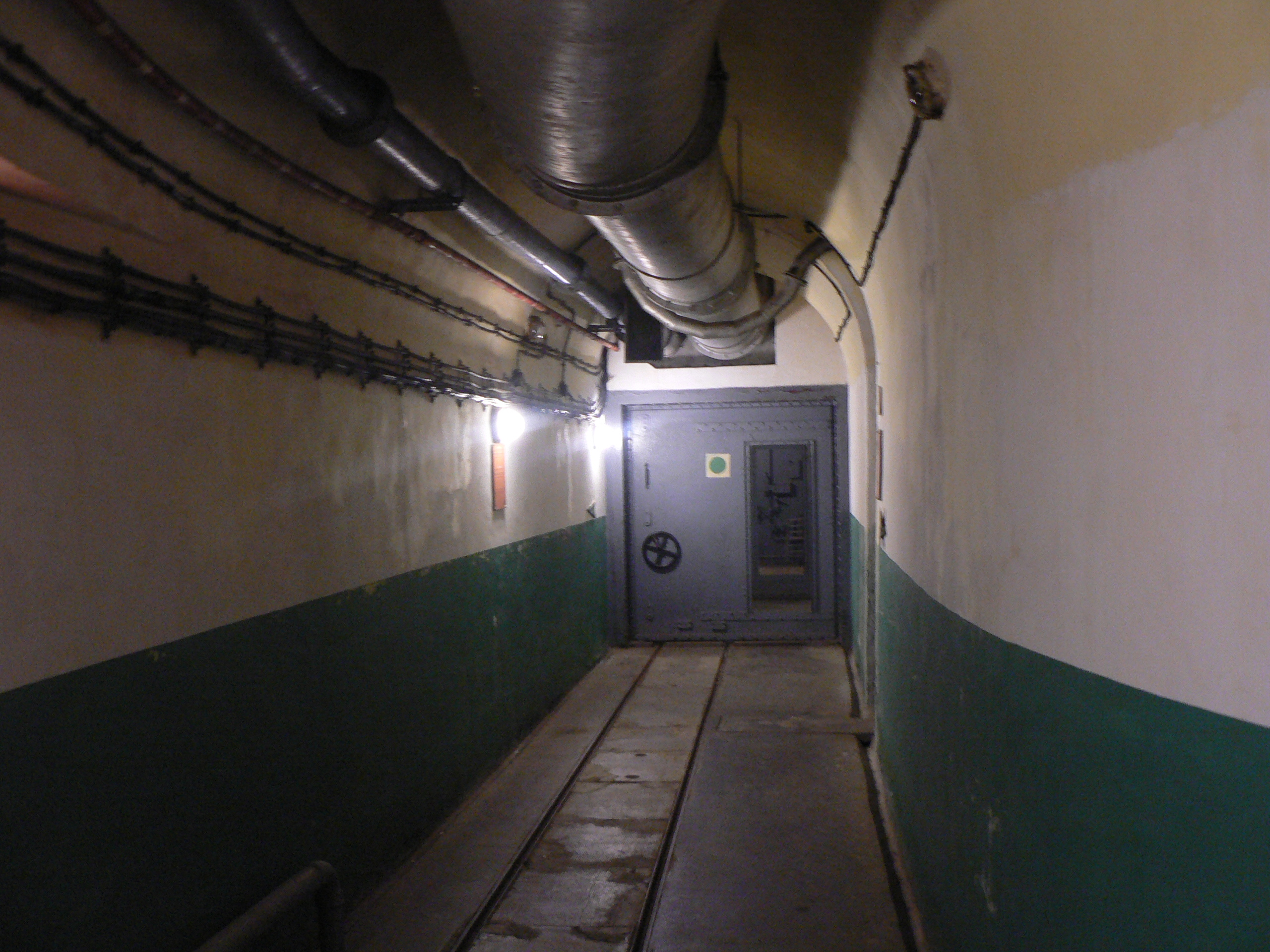
Galerie souterraine, équipée de rails et d'une gaine de ventilation, fermée par une porte blindée.

L'ouvrage est composé en surface de quatre blocs de combat et d'un bloc d'entrée, avec en souterrain des magasins à munitions, des stocks d'eau, de gazole et de nourriture, une cuisine, des latrines, des PC, un poste de secours, un casernemen et une usine. L'énergie est produite avec trois groupes électrogènes, composés chacun d'un moteur Diesel CLM 308 (fournissant 75 ch à 750 tr/min) couplé à un alternateur. Le refroidissement des moteurs se fait par circulation d'eau.
Le bloc 1 est une casemate d'artillerie flanquant vers le sud (vers l'ouvrage de Saint-Antoine) avec deux créneaux pour mortier de 81 mm. La protection des dessus est confiée à une cloche GFM (guetteur fusil mitrailleur).

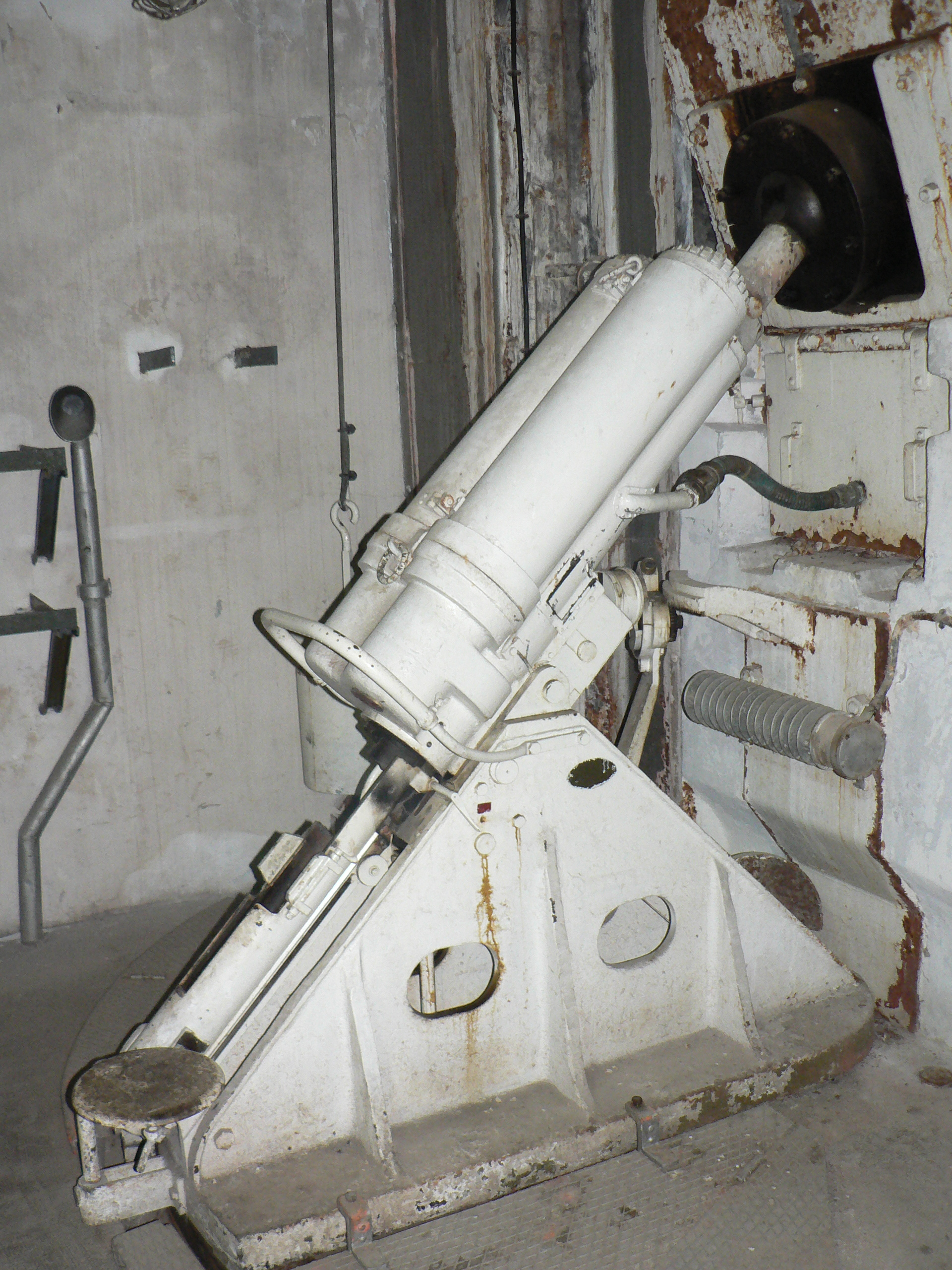
Mortier de 81 mm.
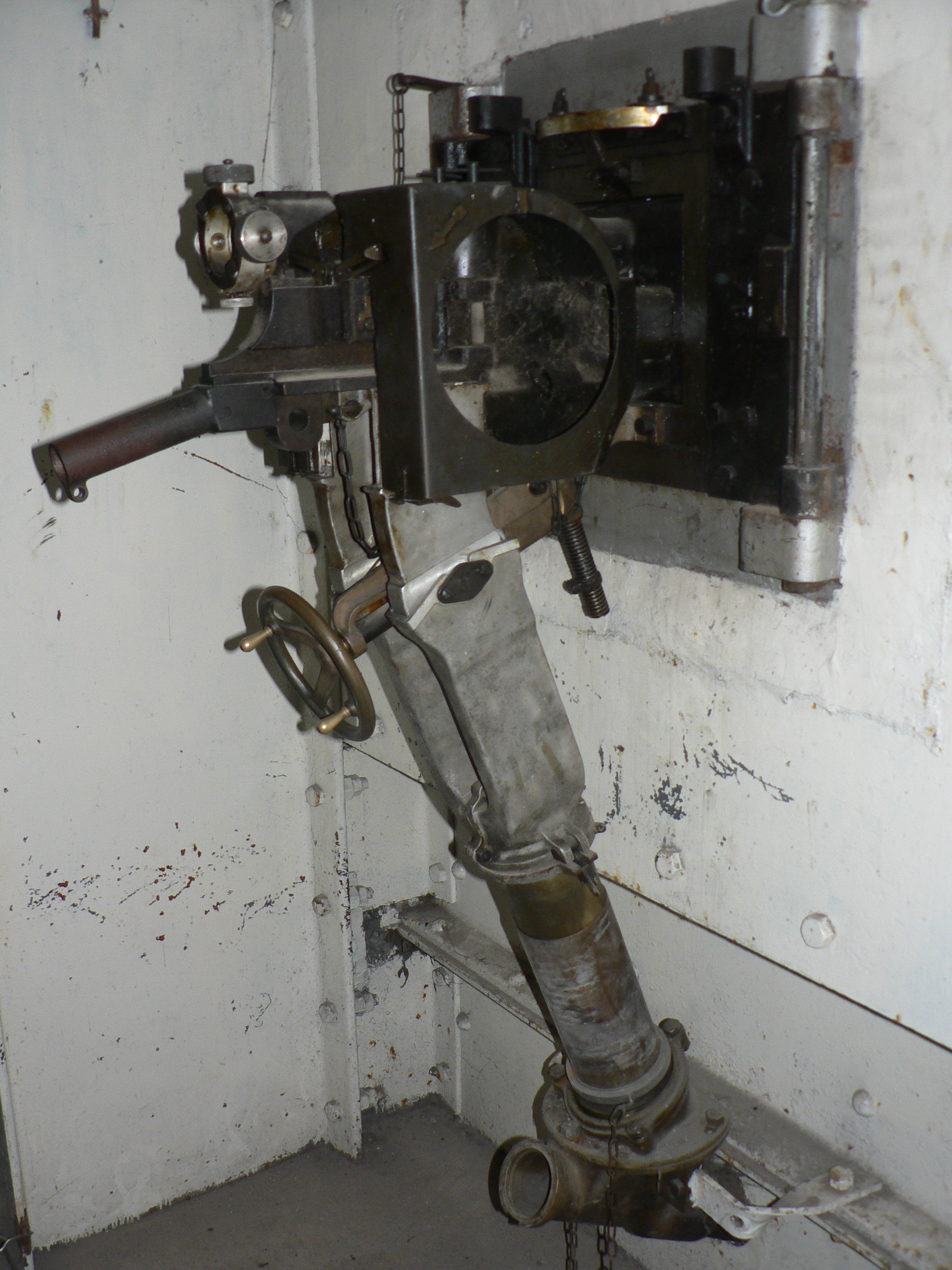
Jumelage de mitrailleuses.

Le bloc 2 est une casemate mixte (d'artillerie et d'infanterie) capable de tirer selon plusieurs axes :
- vers le sud-est, couvrant la route du Mont-Cenis avec deux créneaux pour jumelage de mitrailleuses, dont une mixte pour JM/AC 47 (le jumelage de mitrailleuses est remplaçable par un canon antichar de 47 mm) ;
- vers l'est dans la vallée de l'Arc avec deux mortiers de 81 mm ;
- vers le nord-est pour interdire la route du Bourget avec une cloche pour jumelage de mitrailleuses ;
- les dessus étant couverts par une cloche GFM.

Le bloc 3 est un observatoire avec son propre armement, avec un créneau FM et un créneau optique dirigés vers l'ouvrage de Saint-Antoine, ainsi qu'une cloche GFM équipée d'un périscope J2 (indicatif O 5, rattaché à l'ouvrage du Pas-du-Roc).
Le bloc 4 est une casemate d'infanterie tirant vers le sud pour couvrir le tunnel ferroviaire du Fréjus avec deux créneaux JM et une cloche GFM.
L'entrée mixte est défendue par un créneau JM/AC 37 tirant vers le nord-ouest, ainsi que par une cloche GFM.

## Histoire
La construction de l'ouvrage, classé comme ouvrage de 4e classe, a coûté un total de 12,242 millions de francs (valeur de décembre 1936) :
- acquisition de terrains : 409 160 francs ;
- construction : 5 745 240 francs ;
- aménagements : 1 168 720 francs ;
- centrale électrogène : 473 279 francs ;
- cuirassements : 2 529 630 francs ;
- transmissions : 66 000 francs ;
- armement, munitions, optiques : 1 850 000 francs.